# Pearl-Harbor-Gletscher
Der Pearl-Harbor-Gletscher ist ein großer Gletscher in den Victory Mountains des ostantarktischen Viktorialands. Er fließt in östlicher Richtung und mündet 27 km nordwestlich des Bypass Hill in die Südwestflanke des Tucker-Gletschers.
Teilnehmer einer von 1957 bis 1958 durchgeführten Kampagne der New Zealand Geological Survey Antarctic Expedition benannten ihn in Erinnerung an den Angriff auf Pearl Harbor am 7. Dezember 1941, Auslöser für den Eintritt der Vereinigten Staaten in den Zweiten Weltkrieg.